# Pachyramphus cinnamomeus
Pachyramphus cinnamomeus е вид птица от семейство Tityridae.

## Разпространение
Видът е разпространен в Белиз, Венецуела, Гватемала, Еквадор, Колумбия, Коста Рика, Мексико, Никарагуа, Панама и Хондурас.